# Ochotona rutila
Thỏ cộc đỏ Turkestan (Ochotona rutila) (tiếng Anh: Turkestan Red Pika) là một loài động vật có vú nhỏ trong Họ Ochotonidae trong Bộ Thỏ. Bộ lông mùa hè trên lưng của chúng có màu sáng, lông bụng có màu trắng hoặc màu nâu. Lông lưng mùa đông thì có màu nâu nhạt, lông bụng thì màu trắng hoặc màu nhạt. Chúng phân bố ở các vùng núi phía tây Tân Cương ở Trung Quốc, và cũng lẻ tẻ ở các vùng núi trung tâm Châu Á ở Kazakhstan, Kyrgyzstan, Tajikistan và Uzbekistan. Con cái có tỷ lệ sinh thấp, và sinh con trong mùa sinh sản từ mùa xuân đến mùa hạ. Chúng thường sinh hai lứa mỗi năm, từ hai đến sáu con con. Loài này được đánh giá là loài ít quan tâm trong của sách đỏ IUCN của Liên minh Bảo tồn Thiên nhiên Quốc tế, nhưng chúng được xem là gần như bị đe dọa trong phạm vi của Trung Quốc. Loài này được Severtzov mô tả vào năm 1873.